# NGC 5523
NGC 5523 ist eine 12,2 mag helle Spiralgalaxie vom Hubble-Typ Sc im Sternbild Bärenhüter und etwa 49 Millionen Lichtjahre von der Milchstraße entfernt.
Sie wurde am 19. Mai 1784 von Wilhelm Herschel mit einem 18,7-Zoll-Spiegelteleskop entdeckt, der sie dabei mit „vF, pL, E, lying along the parallel of the declination, resolvable“ beschrieb.